# PAS Korinthos
PAS Korinthos (Grieks: Παγκορινθιακός Αθλητικός Σύλλογος Κόρινθος) is een Griekse voetbalclub uit Korinthe. 
In 1957 ontstond de club onder de naam  Pankorinthiakos als een fusie tussen Olympiakos Korinthos en AE Korinthos. In 1964 fuseerde de club met Aris Korinthos  tot APO Korinthos. In 2000 ging de club samen met het heropgerichte Pankorinthiako en ging onder de huidige naam spelen. Het gemeentelijk stadion in Korinthe biedt plaats aan 7 000 toeschouwers.
In het seizoen 1992/93 speelde de club in de Alpha Ethniki en in 1995 degradeerde de club uit de Beta Ethniki. In 1993 nam de club ook deel aan de Intertoto Cup. In het seizoen 2010/11 komt de club uit in de Gamma Ethniki. 